# Bavorský barvář
Bavorský barvář (německy: Bayerischer Gebirgsschweißhund) je starobylé psí plemeno odvozené od keltských brakýřů a hannoverských barvářů. Toto plemeno je odedávna využívané ke stopování poraněné zvěře. Barváři, dříve nazývaní krváci, jsou vždy při sledování poraněné zvěře přivázáni na takzvaném barvářském řemeni, dlouhém až 8 metrů. Tak se používali v našich zemích již za Václava IV.

## Historie

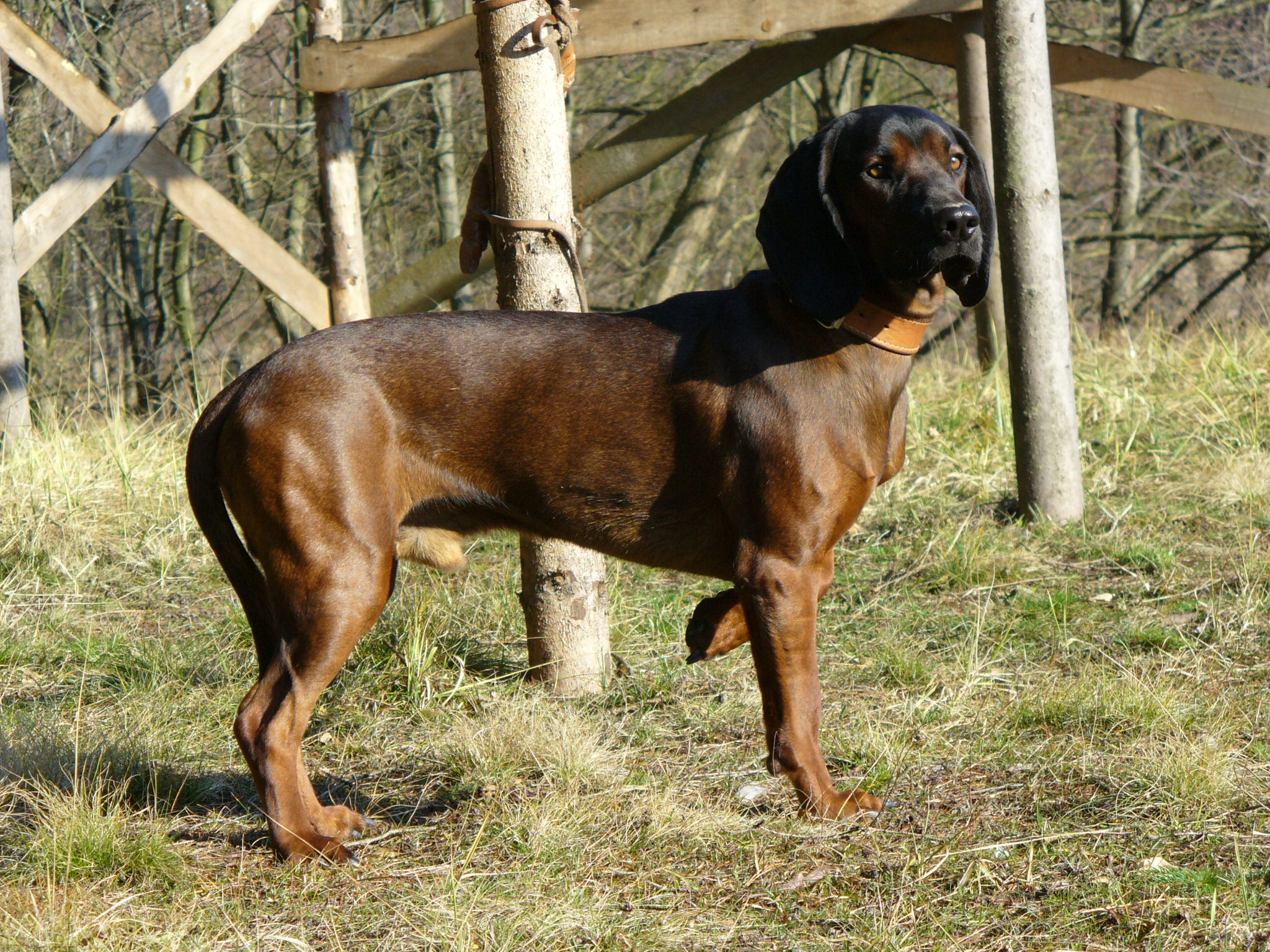

Z těch nejposlušnějších a nejklidnějších honičů vznikli tzv. limiéři (psi, kteří pracovali výhradně na studené stopě zdravé zvěře) a barváři (psi, kteří pracovali výhradně na stopě poraněné zvěře). Prvním barvářským plemenem se stal hannoverský barvář. Při jeho využívání se ale přišlo na to, že jsou moc těžkopádní a tak se kynologové snažili vytvořit nového barváře, který by měl lehkou konstrukci a byl by schopný pohybovat se i v těžko přístupném terénu — tím vznikl bavorský barvář. Ten vznikl křížením hannoverského barváře a německého brakýře v Bavorských alpách, o což se zasloužil baron Karg-Bebenburg Reichenhall v roce 1870. Jejich úkolem bylo lovenou a již zraněnou zvěř co nejrychleji vystopovat a buď ji unavit, nebo nahnat před lovce. I dnes se k tomuto účelu bavorský barvář hojně využívá. S jejich pomocí je lovena převážně vysoká zvěř a až donedávna s nimi byli na Slovensku naháněni medvědi.
V roce 1912 byl založen první chovatelský klub bavorských barvářů pojmenovaný "Klub bavorského barváře", ten byl založen v Německu. Oficiální používaná zkratka v Česku je BB. V Česku toto plemeno zastřešuje Českomoravský klub chovatelů barvářů.

## Povaha
Bavorský barvář je pracovitý, přátelský a inteligentní pes. Je oddaný svému majiteli, kterého dokáže zuřivě bránit. Je to pes spíše pro jednoho pána, zbytek rodiny neposlouchá. Je klidný a nereaguje příliš agresivně či plaše. Nejraději tráví den uvnitř domu se svým pánem. Sebevědomý, bystrý, mrštný. Není dominantní. Cíleně vyhledává kontakt s jinými psy, se kterými dobře vychází. Je zvyklý lovit ve smečce. S ostatními domácími zvířaty se snáší jen v případě, že je na ně zvyklý od štěněte, jinak má tendence je lovit a rdousit. V jeho chovu se podporují lovecké pudy, proto rád pronásleduje rychle se pohybující předměty. K cizím lidem je odměřený, ale nereaguje na ně agresivně. Není to dobrý hlídač.
S dětmi vychází dobře, ale nemá rád jejich hrátky, proto je vhodné děti naučit, jak se psem zacházet a co s ním smí a nesmí dělat.

## Výstavy
Na výstavách jsou dnes tito psi posuzováni více podle exteriéru, i když se má hledět spíše na pracovitost. Také jsou upřednostňováni psi spíše robustnější konstituce, která je ovšem vlastní spíše jejich hannoverským "bratrancům." Bavorský barvář je původně lehčí plemeno a podle původních předpisů má být štíhlý a dobře osvalený. Feny musí dle nových nařízení před každým uchovněním projít složitými testy.

## Podobná plemena
Blízkým příbuzným bavorského barváře je hannoverský barvář. Toto psí plemeno je bavorskému barváři podobné nejen povahou, ale především vzhledem. Hannoverský barvář je větší a mohutnější, se zbarvením více do červena. Obě plemena jsou v Česku zastřešována stejným chovatelským klubem.